# يوليوس ك. زيلر
يوليوس ك. زيلر (بالإنجليزية: Julius C. Zeller)‏ هو سياسي أمريكي، ولد في 1871، وتوفي في 1938. انتخب عضو مجلس ولاية مسيسيبي.